# Alexander von Humboldt
Friedrich Wilhelm Heinrich Alexander Freiherr von Humboldtⓘ (14 tháng 9 năm 1769 - 6 tháng 5 năm 1859), thường được biết đến với tên Alexander von Humboldt là một nhà khoa học và nhà thám hiểm nổi tiếng của Vương quốc Phổ. Ông là em trai của Wilhelm von Humboldt, bộ trưởng nội các Vương quốc Phổ và là nhà triết học, ngôn ngữ học.
Từ năm 1799 đến năm 1804, von Humboldt đã thực hiện chuyến thám hiểm Mỹ Latinh, ông là người đầu tiên tìm hiểu và mô tả vùng đất "mới" này theo quan điểm khoa học thực sự. Ông cũng là một trong những người đầu tiên đề ra giả thuyết cho rằng hai bờ Đại Tây Dương (ở phía Mỹ Latinh và phía Châu Phi) đã từng gắn liền với nhau. Về cuối đời, von Humboldt đã cho xuất bản bộ sách 5 tập Kosmos trong nỗ lực thống nhất các nhánh kiến thức khác nhau của thế giới.

## Tiểu sử
Alexander von Humboldt sinh ngày 14 tháng 9 năm 1769 tại Berlin thuộc Markgrafschaft Brandenburg (lãnh địa của bá tước Brandenburg) nằm trong Đế quốc La Mã thần thánh. Cha của Alexander, ông Alexander Georg von Humboldt, thuộc một gia đình nổi tiếng ở Pomerania, là thiếu tá trong Quân đội Phổ và đã từng được khen thưởng vì thành tích chiến đấu trong Chiến tranh Bảy năm. Mẹ của Alexander là bà Maria Elizabeth von Colomb, vợ góa của nam tước von Holwede. Ông Georg và bà Elizabeth cưới nhau năm 1766, họ có hai người con là Wilhelm và Alexander.
Khi còn nhỏ, Alexander von Humboldt không phải là đứa trẻ đặc biệt thông minh hoặc khỏe mạnh. Tuy vậy cậu bé Alexander đã bộc lộ niềm đam mê sưu tầm và ghi nhãn cho các loại cây cỏ, ốc và côn trùng, vì vậy cậu thường được gọi đùa là "nhà bào chế thuốc". Sau cái chết bất ngờ của người cha năm 1779 khi Alexander mới 10 tuổi, việc dạy dỗ hai anh em von Humboldt hoàn toàn do bà Maria đảm trách. Khi lên đại học, Alexander học ngành tài chính trong 6 tháng tại Đại học Frankfurt (Oder). Ngày 25 tháng 4 năm 1789 ông trúng tuyển vào Đại học Göttingen, khi đó đang rất nổi tiếng với những bài giảng của Christian Gottlob Heine và Johann Friedrich Blumenbach. Khả năng khoa học đa dạng của von Humboldt bắt đầu phát triển trong thời gian học tập ở đây. Trong kì nghỉ năm 1789 ông đã thực hiện một chuyến dã ngoại khoa học trên sông Rhine và cho ra đời chuyên luận khoa học đầu tiên, Mineralogische Beobachtungen über einige Basalte am Rhein.
Sự say mê du hành và khám phá trong von Humboldt thực sự hình thành sau khi ông kết bạn với Georg Forster, con rể của Heyne - người đồng hành với thuyền trưởng James Cook ở chuyến thám hiểm thứ hai. Từ đó trở đi, công việc học tập và tài năng khoa học hiếm có của von Humboldt bắt đầu hướng tới việc chuẩn bị các chuyến thám hiểm mang tính khoa học thực sự. Để bổ sung kiến thức, ông bắt đầu học thương mại và ngoại ngữ ở Hamburg, địa chất học ở Technische Universität Bergakademie Freiberg (Đại học bách khoa và mỏ Freiberg) (dưới sự hướng dẫn của Abraham Gottlob Werner), giải phẫu học ở Jena, cuối cùng là thiên văn học và phương pháp sử dụng các dụng cụ khoa học dưới sự hướng dẫn của Franz Xaver von Zach và J. G. Köhler.

## Những cuộc du hành

### Du hành và làm việc ở châu Âu

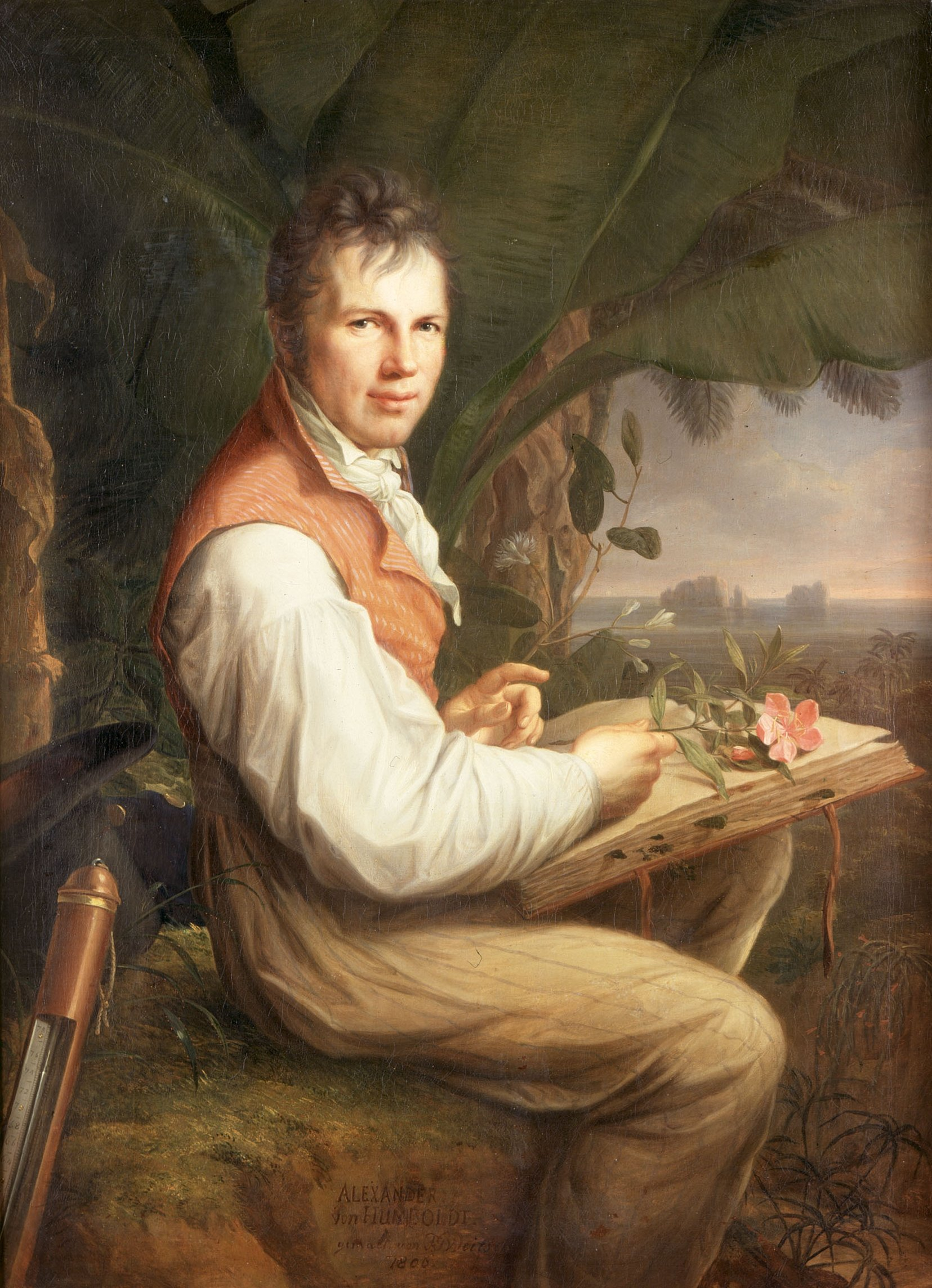
Chân dung von Humboldt do Friedrich Georg Weitsch vẽ năm 1806

Mùa hè năm 1790 Alexander von Humboldt thực hiện một chuyến đi ngắn tới Anh cùng người bạn Forster. Trong hai năm 1792 và 1797 ông tới Viên còn năm 1795 ông thực hiện những chuyến tìm hiểu về địa chất và thực vật tại Thụy Sĩ và Ý. Ngày 29 tháng 2 năm 1792 ông được chọn làm hội thẩm viên ở Berlin, mặc dù chỉ coi đây là công việc tạm thời trước khi thực sự tập trung vào khoa học, ông vẫn hoàn thành nó một cách xuất sắc đến nỗi nhanh chóng được thăng chức và được cử thực hiện một số nhiệm vụ ngoại giao quan trọng. Sau cái chết của người mẹ ngày 19 tháng 11 năm 1796, von Humboldt bắt đầu hoàn toàn tập trung vào những dự định khoa học và thám hiểm mà ông đã mơ ước từ lâu.

### Thám hiểm Mỹ Latinh
Ban đầu Alexander von Humboldt được mời tham gia cuộc đi biển vòng quanh thế giới của thuyền trưởng Nicolas Baudin, nhưng sau khi chuyến đi này bị hoãn, ông đã rời Paris tới Marseille cùng nhà thực vật học Aimé Bonpland, với hy vọng sẽ được tham gia cuộc viễn chinh của Napoléon Bonaparte tới Ai Cập. Không có phương tiện di chuyển, hai người buộc phải tới Madrid, nơi họ gặp bộ trưởng Don Mariano Luis de Urquijo - người đã mang đến cho Alexander và Aimé cơ hội thám hiểm một vùng đất "mới", Mỹ Latinh.
Với lời giới thiệu của de Urquijo, von Humboldt và Bonpland được lên con tàu Pizarro đi tới châu Mỹ. Họ xuất phát từ cảng La Coruña ngày 5 tháng 6 năm 1799, dừng lại 6 ngày ở Tenerife để leo lên đỉnh núi lửa Teide và tới Cumaná, Venezuela ngày 16 tháng 7. von Humboldt tới thăm hội truyền giáo ở Caripe và phát hiện ra loài chim dầu (Steatornis caripensis, tên Latinh do chính von Humboldt đặt). Quay về Cumaná, trong hai đêm 11 và 12 tháng 11 năm 1799, von Humboldt đã quan sát hiện tượng kỳ thú mưa sao băng Leonids, sự kiện thiên văn đánh dấu sự hiểu biết đầu tiên của khoa học về tính chu kỳ của hiện tượng này. Tháng 2 năm 1800, sau khi cùng Bonpland tới Caracas, von Humboldt rời bờ biển với mục đích khám phá dòng chảy của con sông Orinoco. Trong chuyến du hành kéo dài 4 tháng này, ông đã đi qua gần 3000 km trải dài trên vùng đất hoang dã và không có người ở của Nam Mỹ với những khám phá khoa học quan trọng như việc tìm ra sự tồn tại của kênh Casiquiare nối sông Orinoco với sông Amazon, hay xác định chính xác vị trí rẽ nhánh của con sông. Loài cá chình điện được von Humboldt và Bonpland phát hiện ngày 19 tháng 3 năm 1800 khi hai nhà thám hiểm bị điện giật khá mạnh vì chạm vào loài sinh vật này.
Ngày 24 tháng 11, hai người bạn lại tiếp tục đi thuyền buồm tới Cuba, dừng chân tại hòn đảo này vài tháng trước khi trở về đất liền ở Cartagena, Colombia. Sau một chuyến đi mệt mỏi và khó khăn vượt qua con sông Magdalena và những đỉnh núi đóng băng của dãy Cordillera Real (Ecuador), von Humboldt và Bonpland tới Quito ngày 6 tháng 1 năm 1802. Những ngày ở lại Quito của hai người được đánh dấu bằng chuyến leo lên đỉnh hai ngọn núi lửa Pichincha và Chimborazo. Nhóm leo núi của von Humboldt đã chạm tới độ cao 5786 mét, một kỉ lục thế giới vào thời bấy giờ. Chuyến du hành Ecuador kết thúc với cuộc thám hiểm nguồn của con sông Amazon về phía Lima, Peru. Tại Callao, von Humboldt đã quan sát được hiện tượng Sao Kim đi qua Mặt Trời ngày 9 tháng 11, những đặc tính giống phân bón của phân chim (guano) cũng được người châu Âu biết tới lần đầu tiên nhờ những ghi chép của ông trong giai đoạn này. Sau Peru, von Humboldt và Bonpland phải trải qua một cuộc đi biển đầy sóng gió để tới México, nơi họ ở lại trong một năm, di chuyển qua nhiều thành phố trước khi tới Hoa Kỳ trong một thời gian ngắn. Hai người trở về châu Âu trên con thuyền buồn xuất phát từ cửa sông Delaware và tới đích tại Bordeaux ngày 3 tháng 8 năm 1804.

### Danh tiếng vượt trội

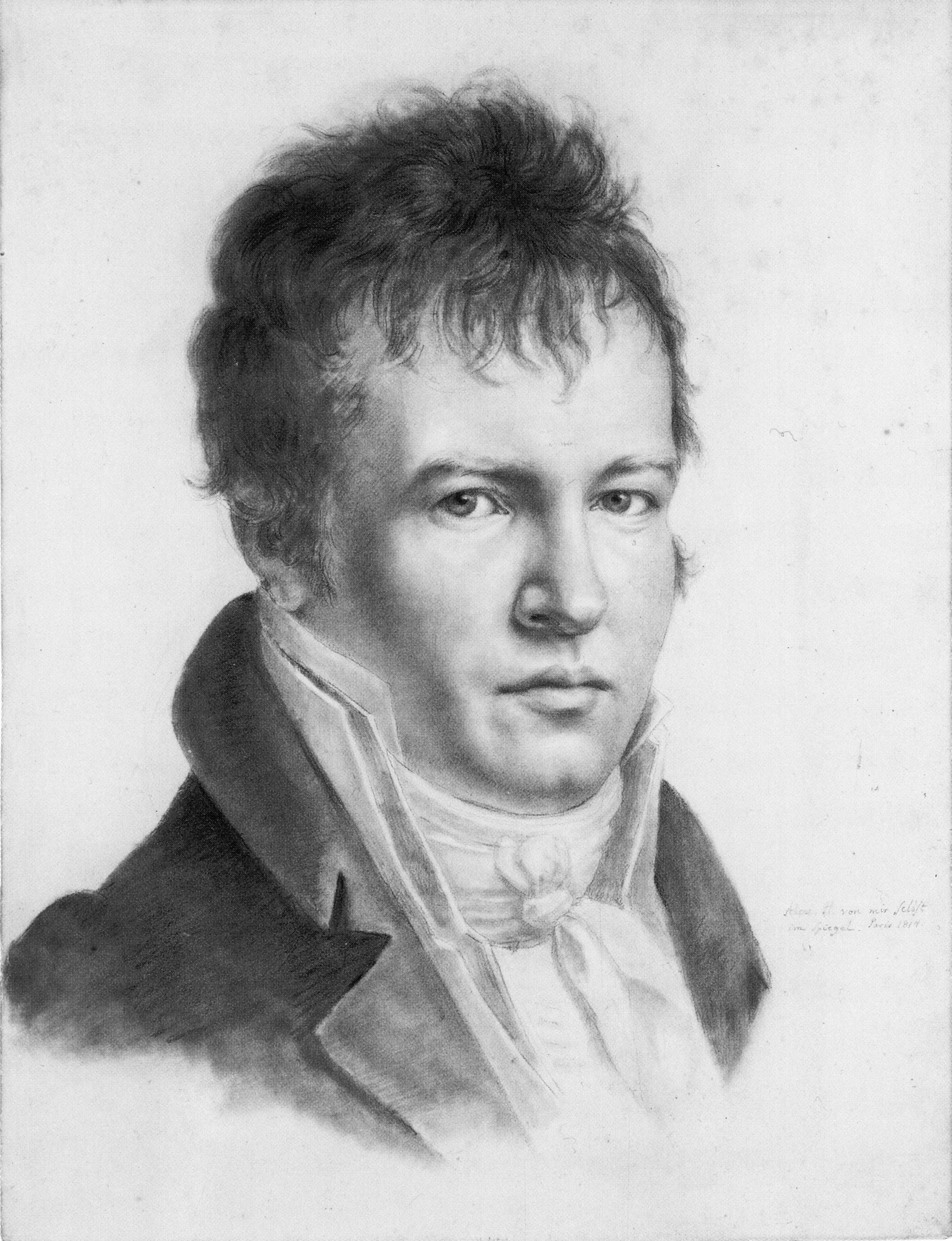
Chân dung tự họa năm 1814

Trong giai đoạn đầu thế kỉ 18 ở châu Âu có lẽ von Humboldt là một trong những người nổi tiếng nhất. Các viện hàn lâm, cả ở Phổ và nước ngoài đều muốn mời ông trở thành viện sĩ chính thức. Vua Friedrich Wilhelm III của Phổ thậm chí còn ban cho von Humboldt một chỗ chính thức trong nội các của Hoàng gia với mức lương 2500 thaler (sau đó tăng gấp đôi) mà gần như không phải làm gì. Ở nước Pháp von Humboldt cũng được cả giới khoa học và xã hội Paris hết sức trọng vọng tuy vậy ông vẫn quyết định về sống cố định ở Berlin từ ngày 12 tháng 5 năm 1827. Tại đây ông tiến hành các nghiên cứu về từ trường Trái Đất. Theo lời đề nghị của Alexander, chính quyền Nga đã cho xây dựng một loạt các trạm nghiên cứu từ trường và khí tượng ở Bắc Á.

### Thám hiểm nước Nga
Vào các năm 1811 và 1818, von Humboldt được chính quyền Nga và sau đó là chính quyền Phổ đề nghị một chuyến thám hiểm phần lục địa châu Á của nước Nga, tuy vậy dự án này không thể thành hiện thực vì bản thân Alexander đã có quá nhiều công việc. Mãi đến năm 1829 thì Alexander von Humboldt mới thực hiện được cuộc thám hiểm này. Chuyến đi kéo dài từ tháng 5 đến tháng 11 năm 1829, trong đó von Humboldt cùng Gustav Rose và C. G. Ehrenberg đã vượt qua quãng đường hơn 15.000 km từ sông Neva ở phía Tây đến sông Enisei ở phía Đông. Tuy nhiên chuyến đi không đạt được mục đích thám hiểm như mong muốn vì thời gian quá ngắn và bị ảnh hưởng nhiều bởi những điều kiện quá thuận lợi mà chính quyền Nga tạo cho cuộc thám hiểm. Những kết quả quan trọng của cuộc thám hiểm này là việc xác định lại độ cao của cao nguyên Trung Á và khám phá ra kim cương ở vùng đãi vàng thuộc dãy Ural.

## Giai đoạn sau

### Các nhiệm vụ ngoại giao
Trong khoảng thời gian từ 1830 đến 1848, von Humboldt được vua Louis-Philippe I của Pháp giao một số nhiệm vụ ngoại giao nhờ vào những mối quan hệ rộng rãi của ông. Ngày 8 tháng 4 năm 1836 người anh trai Wilhelm von Humboldt chết trên tay của Alexander, sự kiện này đã ảnh hưởng lớn tới giai đoạn cuối đời của ông: "Tôi đã mất đi một nửa bản thân".
Sau khi vua Frederick William IV của Phổ lên ngôi tháng 6 năm 1840, von Humboldt lại càng được trọng dụng và ông nhiều việc tới mức chỉ được ngủ vài giờ mỗi ngày ngay trên bàn làm việc.

### Tác phẩmKosmos
Giai đoạn sau của cuộc đời, Alexander von Humboldt vẫn không ngừng nghỉ các hoạt động nghiên cứu khoa học của mình. Ông bắt tay vào viết bộ sách Kosmos với nỗ lực thống nhất các nhánh kiến thức khác nhau của thế giới. Hai tập đầu tiên của bộ sách được xuất bản vào giữa những năm 1845 và 1847. Tập thứ 3 và thứ 4 được xuất bản vào khoảng thời gian từ 1850 đến 1858 trong khi một phần bản thảo của tập thứ 5 được xuất bản vào năm 1862 sau khi von Humboldt qua đời.

### Sức khỏe suy sụp và qua đời
Ngày 24 tháng 2 năm 1857, von Humboldt gặp phải một cơn tai biến mạch máu não nhưng không để lại hậu quả lớn. Chỉ đến mùa Đông năm 1858 - 1859 thì sức khỏe của ông mới bắt đầu suy giảm nhanh chóng. Alexander von Humboldt qua đời lặng lẽ ngày 6 tháng 5 năm 1859, khi này ông đã 89 tuổi.

## Đời tư
Phần lớn đời tư của von Humboldt cho đến nay vẫn là điều bí ẩn vì ông đã thiêu hủy toàn bộ những thư từ cá nhân của mình. Tuy vậy vào năm 1908 nhà nghiên cứu giới tính Paul Näcke cùng cộng sự Magnus Hirschfeld đã đưa ra những nghiên cứu về việc von Humboldt có tham gia vào những nhóm đồng tính ở Berlin. Trong suốt cuộc đời mình, von Humboldt thường bộc lộ những cảm xúc khá mạnh mẽ với phái nam. Ông viết cho người lính Reinhard von Haeften rằng: "Tôi biết rằng tôi chỉ sống thông qua anh, Reinhard đáng quý của tôi, và rằng tôi chỉ có thể hạnh phúc khi có sự có mặt của anh". Chưa từng lấy vợ, Alexander chỉ có hai mối quan hệ tình cảm với người khác giới trong đời, lần đầu tiên là với người vợ xinh đẹp của Marcus Herz, thầy giáo của ông, và lần thứ hai là một thời gian chung sống ngắn ngủi với người đàn bà có tên Pauline Wiesel ở Paris năm 1808.

## Vinh danh

### Các danh pháp khoa học
Trong những chuyến thám hiểm của mình, Alexander von Humboldt đã miêu tả rất nhiều đặc điểm địa lý và loài sinh vật còn chưa được giới khoa học châu Âu biết tới cho đến lúc đó. Vì vậy có rất nhiều đặc điểm địa lý cũng như các loài sinh vật có danh pháp khoa học đặt theo tên của nhà thám hiểm.
Loài sinh vật
- Spheniscus humboldti — Chim cánh cụt Humboldt
- Dosidicus gigas — Loài mực Humboldt
- Lilium humboldtii — Hoa loa kèn Humboldt
- Phragmipedium humboldtii — Một loại lan
- Quercus humboldtii — Giống sồi Nam Mỹ
- Conepatus humboldtii — Giống chồn hôi Humboldt
- Annona humboldtii — Một loài cây ở Trung và Nam Mỹ
- Annona humboldtiana — Một loài cây ở Trung và Nam Mỹ
- Geranium humboldtii — Cây mỏ hạc
- Salix humboldtiana — Liễu Nam Mỹ
- Inia geoffrensis humboldtiana - Cá heo Amazon sống ở lưu vực sông Orinoco

Đặc điểm địa lý
- Vịnh Humboldt - Vịnh ở Nam California
- Hải lưu Humboldt - Dòng chảy ở bờ biển phía Tây của Nam Mỹ
- Sông Humboldt
- Đầm lầy Humboldt
- Dãy núi Đông và Tây Humboldt.

### Tên địa danh
Tên của Alexander von Humboldt đã được đặt cho rất nhiều địa danh ở Hoa Kỳ, ví dụ như Humboldt, South Dakota, Humboldt, Tennessee hay Humboldt, Kansas. Tên của ông cũng được đặt cho Vườn quốc gia Alejandro de Humboldt ở Cuba và Rừng quốc gia Alexander von Humboldt ở Peru.

### Quỹ Alexander von Humboldt
Sau khi von Humboldt qua đời, bạn bè và đồng nghiệp của ông đã lập ra Quỹ Alexander von Humboldt (Stiftung) để khuyến khích các nhà khoa học trẻ. Mặc dù đã hai lần bị mất hết tài sản sau thời kì Siêu lạm phát những năm 1920 và Chiến tranh thế giới thứ hai, quỹ đã được tái khôi phục với sự hỗ trợ của chính phủ Đức để tặng thưởng cho các nhà khoa học trẻ trong và ngoài nước Đức. Quỹ này hiện đóng một vai trò quan trọng trong việc thu hút các nhà nghiên cứu nước ngoài tới Đức làm việc cũng như gửi các nhà khoa học Đức ra nước ngoài.